# Astragalus argophyllus
Astragalus argophyllus är en ärtväxtart som beskrevs av John Torrey och Asa Gray. Astragalus argophyllus ingår i släktet vedlar, och familjen ärtväxter.

## Underarter
Arten delas in i följande underarter:
- A. a. argophyllus
- A. a. martinii
- A. a. panguicensis